# Кі-Біскейн (Флорида)
Кі-Біскейн (англ. Key Biscayne) — селище (англ. village) в США, в окрузі Маямі-Дейд штату Флорида. Населення — 14 809 осіб (2020).

## Географія
Кі-Біскейн розташоване за координатами 25°41′26″ пн. ш. 80°9′52″ зх. д. / 25.69056° пн. ш. 80.16444° зх. д. (25.690676, -80.164485).  За даними Бюро перепису населення США в 2010 році селище мало площу 3,51 км², з яких 3,17 км² — суходіл та 0,34 км² — водойми. В 2017 році площа становила 4,42 км², з яких 3,23 км² — суходіл та 1,19 км² — водойми.

### Клімат
| Клімат : Кі-Біскейн     | Клімат : Кі-Біскейн | Клімат : Кі-Біскейн | Клімат : Кі-Біскейн | Клімат : Кі-Біскейн | Клімат : Кі-Біскейн | Клімат : Кі-Біскейн | Клімат : Кі-Біскейн | Клімат : Кі-Біскейн | Клімат : Кі-Біскейн | Клімат : Кі-Біскейн | Клімат : Кі-Біскейн | Клімат : Кі-Біскейн | Клімат : Кі-Біскейн |
| Показник                | Січ.                | Лют.                | Бер.                | Квіт.               | Трав.               | Черв.               | Лип.                | Серп.               | Вер.                | Жовт.               | Лист.               | Груд.               | Рік                 |
| Абсолютний максимум, °C | 29,4                | 30,6                | 33,3                | 34,4                | 34,4                | 35,6                | 34,4                | 33,9                | 33,9                | 32,8                | 31,7                | 30,0                | 35,6                |
| Середній максимум, °C   | 23,4                | 24,2                | 25,8                | 26,8                | 28,6                | 30,4                | 31,1                | 31,1                | 30,7                | 29,1                | 26,6                | 24,7                | 27,7                |
| Середній мінімум, °C    | 15,4                | 16,6                | 17,9                | 20,5                | 23,2                | 25,1                | 25,6                | 25,7                | 25,3                | 23,0                | 19,9                | 17,6                | 21,3                |
| Абсолютний мінімум, °C  | −2,2                | −2,8                | 0,0                 | 3,9                 | 10,0                | 15,6                | 18,9                | 19,4                | 16,7                | 7,2                 | 2,2                 | −1,1                | −2,8                |
| Норма опадів, мм        | 41                  | 44                  | 64                  | 71                  | 128                 | 186                 | 139                 | 159                 | 200                 | 152                 | 79                  | 49                  | 1312                |
| Днів з дощем            | 7,3                 | 6,2                 | 6,6                 | 6,0                 | 9,4                 | 15,9                | 15,8                | 15,2                | 16,1                | 11,9                | 8,9                 | 7,5                 | 126,8               |
| ----------------------- | ------------------- | ------------------- | ------------------- | ------------------- | ------------------- | ------------------- | ------------------- | ------------------- | ------------------- | ------------------- | ------------------- | ------------------- | ------------------- |
| Джерело:                |                     |                     |                     |                     |                     |                     |                     |                     |                     |                     |                     |                     |                     |

## Демографія
Згідно з переписом 2010 року, у селищі мешкали 12 344 особи в 4704 домогосподарствах у складі 3373 родин. Густота населення становила 3514 осіб/км².  Було 7072 помешкання (2013/км²).
Расовий склад населення:
| - 96,2 % — білих - 1,1 % — азіатів - 0,4 % — чорних або афроамериканців - 0,1 % — корінних американців - 1,0 % — осіб інших рас |

До двох чи більше рас належало 1,2 %. Частка іспаномовних становила 61,6 % від усіх жителів.
За віковим діапазоном населення розподілялося таким чином: 28,2 % — особи молодші 18 років, 54,4 % — особи у віці 18—64 років, 17,4 % — особи у віці 65 років та старші. Медіана віку мешканця становила 41,8 року. На 100 осіб жіночої статі у селищі припадало 86,6 чоловіків;  на 100 жінок у віці від 18 років та старших — 81,9 чоловіків також старших 18 років.
Середній дохід на одне домашнє господарство  становив 216 307 доларів США (медіана — 121 434), а середній дохід на одну сім'ю — 244 173 долари (медіана — 135 607). Медіана доходів становила 105 247 доларів для чоловіків та 48 587 доларів для жінок. За межею бідності перебувало 6,6 % осіб, у тому числі 5,2 % дітей у віці до 18 років та 9,1 % осіб у віці 65 років та старших.
Цивільне працевлаштоване населення становило 4975 осіб. Основні галузі зайнятості: науковці, спеціалісти, менеджери — 23,9 %, фінанси, страхування та нерухомість — 22,1 %, освіта, охорона здоров'я та соціальна допомога — 19,0 %.

## Відомі люди
Померли
- Джон Рей Даннінг (1907—1975) — американський фізик, учасник Мангеттенського проєкту.